# Kankusa
Kankusa (ar. كنكوصة, fr. Kankossa) – miasto w południowej Mauretanii, w regionie Al-Asaba. Leży w pobliżu granicy z Mali, na południowy zachód od Kify. Stolica departamentu Kankusa i gminy Kankusa. W 2000 roku było zamieszkane przez 11083 osoby.
Na terenach zielonych prowadzona jest hodowla zwierząt. Miasto nie posiada dostępu do energii elektrycznej. Jego mieszkańcy używają głównie języka bambara.